# Tree of Life
Tree of Life – czwarty album studyjny amerykańskiego przedsiębiorstwa Audiomachine, wydany 16 lipca 2013 roku.

## Lista utworów
Źródło: AllMusic
| Nr  | Tytuł                 | Długość |
| --- | --------------------- | ------- |
| 1.  | „Above and Beyond”    | 2:53    |
| 2.  | „Tree of Life”        | 2:03    |
| 3.  | „An Unfinished Life”  | 2:05    |
| 4.  | „Breaking Through”    | 1:20    |
| 5.  | „Equinox”             | 2:27    |
| 6.  | „The Fire Within”     | 2:27    |
| 7.  | „Life Chronicles”     | 2:26    |
| 8.  | „Solstice Sun”        | 2:20    |
| 9.  | „The Truth”           | 3:24    |
| 10. | „Homecoming”          | 3:14    |
| 11. | „Apotheosis”          | 2:47    |
| 12. | „Turning Point”       | 2:54    |
| 13. | „Rebirth”             | 2:18    |
| 14. | „Age of Innocence”    | 2:30    |
| 15. | „Hallowed Dawn”       | 1:59    |
| 16. | „Hope and Glory”      | 2:10    |
| 17. | „The New World”       | 2:03    |
| 18. | „Ashes to Ashes”      | 1:41    |
| 19. | „Cry Freedom”         | 2:35    |
| 20. | „Day One”             | 2:05    |
| 21. | „The Great Unknown”   | 1:54    |
| 22. | „Remember the Titans” | 2:18    |
| 23. | „Across the Horizon”  | 2:25    |
| 24. | „The Legend Begins”   | 2:20    |
| 25. | „Leaving the West”    | 2:13    |
| 26. | „Final Hope”          | 2:36    |

## Notowania na listach przebojów
| Kraj              | Lista            | Najwyższa pozycja |
| ----------------- | ---------------- | ----------------- |
| Stany Zjednoczone | Classical Albums | 2                 |